# Pentaptilon careyi
Pentaptilon es un género monotípico de plantas fanerógamas perteneciente a la familia Goodeniaceae. Su única especie: Pentaptilon careyi (F.Muell.) E.Pritz., es originaria de Australia.

## Descripción
Planta erecta, perenne, herbácea que alcanza un tamaño de 0,1-0,5 m de altura. Las flores son de color amarillo / crema, que florecen en agosto-noviembre. Se encuentra en arenas blanco / gris o amarillo, arcilla arenosa, planicies de arena y dunas.

## Taxonomía
Pentaptilon careyi fue descrita por (F.Muell.) E.Pritz. y publicado en Botanische Jahrbücher für Systematik, Pflanzengeschichte und Pflanzengeographie 35: 564. 1904.
Sinonimia
- Catospermum careyi F.Muell.[3]